# Лобода Світлана Миколаївна
Світла́на Микола́ївна Лобода́ (нар. 1 серпня 1973 року, Лисичанськ) — фахівець у галузі соціальних комунікацій, кандидат філологічних (2002), доктор педагогічних наук (2011), професор (2013).

## Біографічні дані
Народилася 1 серпня 1973 року в Лисичанську.
У 1995 році закінчила Луганський педагогічний інститут, відтоді там і працює: з 2002 по 2012 — завідувач науково-дослідного відділу з редакційно-видавничої діяльності, з 2012 — завідувач кафедри видавничої справи, реклами і зв'язків з громадськістю.
З 1995 по 2002 рік — редактор газети «Трибуна студента ЛНУ імені Тараса Шевченка». З липня 2016 року — завідувач кафедри комп'ютерних мультимедійних технологій факультету міжнародних відносин Національного Авіаційного університету.

## Наукова робота
Вивчає історію розвитку видавничої справи в Україні, проблеми сучасного книго- та журналістикознавства. Уклала бібліографічний покажчик «Проблема педагогічної творчості вчителя на сторінках української педагогічної преси XX століття» (Луганськ, 2010).

### Основні праці
За ЕСУ:
- Педагогическая публицистика в системе допрофессиональной подготовки студентов-иностранцев: учебно-метод. пособ. — Лг., 2007;
- Педагогічна творчість учителя на шпальтах вітчизняної преси XX століття: протистояння ідей. — Лг., 2010;
- Українська педагогічна преса XX століття: істор.-бібліогр. дослідж. — Лг., 2010;
- Педагогічна преса 1920–1930 рр. як засіб формування суспільно-політичної свідомості // Педагогіка формування твор. особистості у вищій і заг.-осв. школах: Зб. наук. пр. З., 2012. — Вип. 79.[1]

## Нагороди та відзнаки
- Почесна грамота Державного комітету телебачення і радіомовлення України (2003);
- Почесна грамота Державного комітету телебачення і радіомовлення України (2007);
- Почесна грамота Луганської міської ради (2007);
- Почесна грамота Міністерства освіти і науки України (2008);
- Грамота Верховної Ради України «За заслуги перед Українським народом» (2011);
- Почесна грамота Національної академії педагогічних наук України (2017);
- Відзнака Національного авіаційного університету «Подяка ректора» (2017)[2].

## Джерело
- О. М. Хорунжа. Лобода Світлана Миколаївна // Енциклопедія сучасної України / ред. кол.: І. М. Дзюба [та ін.] ; НАН України, НТШ. — К. : Інститут енциклопедичних досліджень НАН України, 2016. — Т. 17 : Лег — Лощ. — 712 с. — ISBN 978-966-02-7999-5.